# Liste de localités d'Écosse
Cette page présente les noms des villes et villages écossais, avec entre parenthèses leur région ou division administrative.
Cette liste est non exhaustive.
- Haut – A
- B
- C
- D
- E
- F
- G
- H
- I
- J
- K
- L
- M
- N
- O
- P
- Q
- R
- S
- T
- U
- V
- W
- X
- Y
- Z

## A
- Abercorn (West Lothian)
- Aberdeen
- Aberfoyle (Stirling)
- Aberlady (East Lothian)
- Aberlour (Moray)
- Addiewell (West Lothian)
- Airdrie (North Lanarkshire)
- Alloa (Clackmannanshire)
- Alloway (South Ayrshire)
- Alva (Clackmannanshire)
- Ancrum (Scottish Borders)
- Annan (Dumfries and Galloway)
- Arbroath (Angus)
- Archiestown (Moray)
- Ardrishaig (Argyll and Bute)
- Ardrossan (North Ayrshire)
- Armadale (West Lothian)
- Arnprior (Stirling)
- Athelstaneford (East Lothian)
- Auchenheath (South Lanarkshire)
- Auchenreoch (en)  (East Dunbartonshire)
- Auchenhowie (East Dunbartonshire)
- Auchinairn (en) (East Dunbartonshire)
- Auchinleck (East Ayrshire)
- Auchinloch (North Lanarkshire)
- Auldhame (East Lothian)
- Ayr (South Ayrshire)

## B
- Baldernock (en) (East Dunbartonshire)
- Ballantrae (South Ayrshire)
- Ballater (Aberdeenshire)
- Ballencrieff (East Lothian)
- Balloch (West Dunbartonshire)
- Balmore (en) (East Dunbartonshire)
- Banchory (Aberdeenshire)
- Bannockburn (Stirling)
- Bardowie (en) (East Dunbartonshire)
- Barrhead (East Renfrewshire)
- Bathgate (West Lothian)
- Bearsden (East Dunbartonshire)
- Beith (North Ayrshire)
- Bellshill (North Lanarkshire)
- Biggar (South Lanarkshire)
- Birdston (en) (East Dunbartonshire)
- Bishopbriggs (East Dunbartonshire)
- Bishopton, Renfrewshire (Renfrewshire)
- Blackburn (West Lothian)
- Blackwood (South Lanarkshire)
- Blantyre (South Lanarkshire)
- Bolton (East Lothian)
- Bonhill (West Dunbartonshire)
- Bothwell (South Lanarkshire)
- Bowmore (Argyll and Bute)
- Bridge of Allan (Stirling)
- Bridge of Weir (Renfrewshire)
- Broxburn (West Lothian)
- Broughton (Scottish Borders)
- Broxburn (East Lothian)
- Buchlyvie (Stirling)
- Buckie (Moray)
- Burghead (Moray)
- Burnmouth (Scottish Borders)
- Busby (East Renfrewshire)

## C
- Cadder (en) (East Dunbartonshire)
- Calder (West Lothian)
- Callander (Stirling)
- Cambuslang (South Lanarkshire)
- Cambuskenneth (Stirling)
- Campbeltown (Argyll and Bute)
- Catrine (East Ayrshire)
- Cardross (Argyll and Bute)
- Carluke (South Lanarkshire)
- Carradale (Argyll and Bute)
- Carstairs (South Lanarkshire)
- Castle Douglas (Dumfries and Galloway)
- Clachan of Campsie (en) (East Dunbartonshire)
- Clackmannan (Clackmannanshire)
- Clarkston (East Renfrewshire)
- Clydebank (West Dunbartonshire)
- Coalburn (South Lanarkshire)
- Coatbridge (North Lanarkshire)
- Cockenzie (East Lothian)
- Coldingham (Scottish Borders)
- Coldstream (Scottish Borders)
- Coulter (South Lanarkshire)
- Craigellachie (Moray)
- Craigends (Renfrewshire)
- Craighouse (Argyll and Bute)
- Craigmalloch (East Ayrshire)
- Craignure (Argyll and Bute)
- Crianlarich (Stirling)
- Crichton (Midlothian)
- Crosshill (South Ayrshire)
- Crosslee (Renfrewshire)
- Cullen (Moray)
- Cumbernauld (North Lanarkshire)
- Cumnock (East Ayrshire)

## D
- Dailly (South Ayrshire)
- Old Dailly (South Ayrshire)
- Dalbeattie (Dumfries and Galloway)
- Dalkeith (Midlothian)
- Dalmellington (East Ayrshire)
- Dalry (North Ayrshire)
- Dalrymple (East Ayrshire)
- Danderhall (Midlothian)
- Darvel (East Ayrshire)
- Dechmont (West Lothian)
- Denholm (Scottish Borders)
- Dirleton (East Lothian)
- Dollar (Clackmannanshire)
- Doune (Stirling)
- Dreghorn (North Ayrshire)
- Drem (East Lothian)
- Drongan (East Ayrshire)
- Drymen (Stirling)
- Dufftown (Moray)
- Dumbarton (Argyll and Bute & West Dunbartonshire)
- Dumfries (Dumfries and Galloway)
- Dunbar (East Lothian)
- Dunblane (Stirling)
- Dunfermline (Fife
- Dunoon (Argyll and Bute)
- Duntocher (West Dunbartonshire)
- Duns (Scottish Borders)

## E
- Eaglesham (East Renfrewshire)
- Earlston (Scottish Borders)
- East Fortune (East Lothian)
- East Linton (East Lothian)
- East Saltoun (East Lothian)
- Édimbourg
- Elderslie (Renfrewshire)
- Elgin (Moray)
- Ellon (Aberdeenshire)
- Elphinstone (East Lothian)
- Erskine (Renfrewshire)
- Ettrickbridge (Scottish Borders)
- Eyemouth (Scottish Borders)

## F
- Fairlie (North Ayrshire)
- Falkirk (Falkirk)
- Fauldhouse (West Lothian)
- Findhorn (Moray)
- Findochty (Moray)
- Fintry (Stirling)
- Fochabers (Moray)
- Forfar (Angus)
- Forres (Moray)
- Fraserburgh (Aberdeenshire)

## G
- Galashiels (Scottish Borders)
- Galston (East Ayrshire)
- Gargunnock (Stirling)
- Gatehouse of Fleet (Dumfries and Galloway)
- Glasgow
- Giffnock (East Renfrewshire)
- Gifford (East Lothian)
- Girvan (South Ayrshire)
- Gorebridge (Midlothian)
- Gourock (Inverclyde)
- Great Cumbrae (North Ayrshire)
- Greenholm (East Ayrshire)
- Greenock (Inverclyde)
- Gretna (Dumfries and Galloway)
- Gullane (East Lothian)

## H
- Haddington (East Lothian)
- Hamilton (South Lanarkshire)
- Hardgate (West Dunbartonshire)
- Harthill (North Lanarkshire)
- Hawick (Scottish Borders)
- Helensburgh (Argyll and Bute)
- Houston (Renfrewshire)
- Howwood (Renfrewshire)
- Humbie (East Lothian)
- Huntington (East Lothian)
- Huntly (Aberdeenshire)
- Hurlford (East Ayrshire)

## I
- Inchinnan (Renfrewshire)
- Innerleithen (Scottish Borders)
- Inveraray (Argyll and Bute)
- Inverkip (Inverclyde)
- Inverness (Highlands)
- Inverurie (Aberdeenshire)
- Irvine (North Ayrshire)

## J
- Jedburgh (Scottish Borders)
- Johnstone (Renfrewshire)

## K
- Keith (Moray)
- Kelso (Scottish Borders)
- Kilbarchan (Renfrewshire)
- East Kilbride (South Lanarkshire)
- West Kilbride (North Ayrshire)
- Killearn (Stirling)
- Killin (Stirling)
- Kilmacolm (Inverclyde)
- Kilmarnock (East Ayrshire)
- Kilmartin (Argyll and Bute)
- Old Kilpatrick (West Dunbartonshire)
- Kilsyth (North Lanarkshire)
- Kilwinning (North Ayrshire)
- Kingston (East Lothian)
- Kingston (Moray)
- Kinloss (Moray)
- Kinross (Perth and Kinross)
- Kippen (Stirling)
- Kirkcaldy (Fife)
- Kirkcudbright (Dumfries and Galloway)
- Kirkintilloch (East Dunbartonshire)
- Kirkmichael (South Ayrshire)
- Kirkmuirhill (South Lanarkshire)
- Kirknewton (West Lothian)
- Kirkoswald (South Ayrshire)
- Kirkpatrick Durham (Dumfries and Galloway)
- Kirkwall (Orcades)

## L
- Lagavulin (Argyll and Bute)
- Lanark (South Lanarkshire)
- Langbank (Renfrewshire)
- Langholm (Dumfries and Galloway)
- Largs (North Ayrshire)
- Larkhall (South Lanarkshire)
- Leadhills (South Lanarkshire)
- Lendalfoot (South Ayrshire)
- Lennoxtown (East Dunbartonshire)
- Lenzie (East Dunbartonshire)
- Lerwick (Shetland)
- Lesmahagow (South Lanarkshire)
- Lilliesleaf (Scottish Borders)
- Linlithgow (West Lothian)
- Linwood (Renfrewshire)
- Lochearnhead (Stirling)
- Lochgilphead (Argyll and Bute)
- Lochwinnoch (Renfrewshire)
- Lockerbie (Dumfries and Galloway)
- Longniddry (East Lothian)
- Lossiemouth (Moray)
- Luss (Argyll and Bute)

## M
- Macmerry (East Lothian)
- Mauchline (East Ayrshire)
- Maybole (South Ayrshire)
- Melrose (Scottish Borders)
- Menstrie (Clackmannanshire)
- Millport (North Ayrshire)
- Milngavie (East Dunbartonshire)
- Milton of Campsie (East Dunbartonshire)
- Monkton (South Ayrshire)
- Montrose (Angus)
- Mosstodloch (Moray)
- Motherwell (North Lanarkshire)
- Muckhart (Clackmannanshire)
- Muirkirk (East Ayrshire)
- Musselburgh (East Lothian)

## N
- Neilston (East Renfrewshire)
- Netherthird (East Ayrshire)
- Netherlee (East Renfrewshire)
- Newcastleton (Scottish Borders)
- New Cumnock (East Ayrshire)
- New Galloway (Dumfries and Galloway)
- Newmilns (East Ayrshire)
- Newstead (Scottish Borders)
- Newtongrange (Midlothian)
- Newton Mearns (East Renfrewshire)
- Newton Stewart (Dumfries and Galloway)
- Newtown St. Boswells (Scottish Borders)
- North Berwick (East Lothian)

## O
- Oban (Argyll and Bute)
- Ochiltree (East Ayrshire)
- Ormiston (East Lothian)

## P
- Paisley (Renfrewshire)
- Patna (East Ayrshire)
- Peebles (Scottish Borders)
- Pencaitland (East Lothian)
- Penicuik (Midlothian)
- Perth (Perth and Kinross)
- Peterhead (Aberdeenshire)
- Plean (Stirling)
- Polbeth (West Lothian)
- Port Charlotte (Argyll and Bute)
- Port Ellen (Argyll and Bute)
- Port Glasgow (Inverclyde)
- Portlethen (Aberdeenshire)
- Portknockie (Moray)
- Port of Menteith (Stirling)
- Port Seton (East Lothian)
- Prestonpans (East Lothian)
- Prestwick (South Ayrshire)
- Pumpherston (West Lothian)

## R
- Ralston (Renfrewshire)
- Ranfurly (Renfrewshire)
- Renfrew (Renfrewshire)
- Renton (West Dunbartonshire)
- Roslin (Midlothian)
- Rosneath (Argyll and Bute)
- Rothes (Moray)
- Rothesay (Argyll and Bute)
- Roxburgh (Scottish Borders)
- Rutherglen (South Lanarkshire)

## S
- Saddell (Argyll and Bute)
- Saltcoats (North Ayrshire)
- Sanquhar (Dumfries and Galloway)
- Saint Andrews (Fife)
- St. Boswells (Scottish Borders)
- St. John's Town of Dalry (Dumfries and Galloway)
- Seafield (West Lothian)
- Selkirk (Scottish Borders)
- Skelmorlie (North Ayrshire)
- Sorn (East Ayrshire)
- Stair (East Ayrshire)
- Stamperland (East Renfrewshire)
- Stevenston (North Ayrshire)
- Stewarton (East Ayrshire)
- Stirling (Stirling)
- Stonehouse (South Lanarkshire)
- Stoneyburn (West Lothian)
- Stranraer (Dumfries and Galloway)
- Strathaven (South Lanarkshire)
- Strathblane (Stirling
- Strathyre (Stirling
- Stromness (Orcades)
- Stonehaven (Aberdeenshire)
- Stornoway (Hébrides extérieures)
- Stow of Wedale (Scottish Borders)

## T
- Tarbert (Argyll and Bute)
- Tarbolton (South Ayrshire)
- Tayinloan (Argyll and Bute)
- Taynuilt (Argyll and Bute)
- Tayvallich (Argyll and Bute)
- Tillicoultry (Clackmannanshire)
- Thornhill (Dumfries and Galloway)
- Thornliebank (East Renfrewshire)
- Tobermory (Argyll and Bute)
- Tomintoul (Moray)
- Torphichen (West Lothian)
- Torrance (East Dunbartonshire)
- Townend (West Dunbartonshire)
- Trabboch (East Ayrshire)
- Tranent (East Lothian)
- Troon (South Ayrshire)
- Tullibody (Clackmannanshire)
- Turriff (Aberdeenshire)
- Twechar (East Dunbartonshire)
- Tyndrum (Stirling)

## U
- Uddingston (South Lanarkshire)
- Ullapool (Highlands)
- Uphall (West Lothian)
- Urquhart (Moray)

## W
- Waterside (en) (East Dunbartonshire)
- Walkerburn (Scottish Borders)
- Wallyford (East Lothian)
- Wemyss Bay (Inverclyde)
- West Barns (East Lothian)
- Westhill (Aberdeenshire)
- Whitburn (Écosse) (West Lothian)
- Whitecraig (East Lothian)
- Whithorn (Dumfries and Galloway)
- Wigtown (Dumfries and Galloway)
- Winchburgh (West Lothian)
- Wishaw (North Lanarkshire)
- Woodilee Village (en) (East Dunbartonshire)

## Y
- Town Yetholm (Scottish Borders)